# جون كلارك (رجل أعمال)
جون كلارك (بالإنجليزية: John Clarke)‏ هو شخصية أعمال أمريكي، ولد في 1773، وتوفي في 1846.